# Крушлєвець (Пресека)
Крушлєвець (хорв. Krušljevec) — населений пункт у Хорватії, у Загребській жупанії у складі громади Пресека.

## Населення
Населення за даними перепису 2011 року становило 104 осіб.
Динаміка чисельності населення поселення:

## Клімат
Середня річна температура становить 10,39 °C, середня максимальна – 24,54 °C, а середня мінімальна – -6,05 °C. Середня річна кількість опадів – 832 мм.
| Клімат поселення                              | Клімат поселення | Клімат поселення | Клімат поселення | Клімат поселення | Клімат поселення | Клімат поселення | Клімат поселення | Клімат поселення | Клімат поселення | Клімат поселення | Клімат поселення | Клімат поселення | Клімат поселення |
| Показник                                      | Січ.             | Лют.             | Бер.             | Квіт.            | Трав.            | Черв.            | Лип.             | Серп.            | Вер.             | Жовт.            | Лист.            | Груд.            |                  |
| Середній максимум, °C                         | 5,91             | 7,92             | 12,39            | 16,44            | 21,43            | 24,54            | 23,95            | 23,40            | 19,45            | 14,33            | 8,82             | 4,71             |                  |
| Середня температура, °C                       | −0,08            | 1,94             | 6,41             | 10,46            | 15,44            | 18,55            | 20,17            | 19,59            | 15,66            | 10,54            | 5,02             | 0,94             |                  |
| Середній мінімум, °C                          | −6,05            | −4,02            | 0,43             | 4,48             | 9,47             | 12,58            | 16,37            | 15,82            | 11,86            | 6,74             | 1,23             | −2,86            |                  |
| Норма опадів, мм                              | 44               | 44               | 53               | 64               | 75               | 94               | 78               | 80               | 78               | 80               | 81               | 61               |                  |
| Середньомісячна швидкість вітру, м/с          | 2.00             | 2.20             | 2.60             | 2.50             | 2.30             | 2.10             | 2.00             | 1.85             | 1.90             | 1.94             | 2.04             | 2.02             |                  |
| Середньомісячна сонячна радіація, кДж/м²·день | 4068             | 6874             | 10567            | 14979            | 19142            | 21006            | 21867            | 19064            | 14109            | 8690             | 4551             | 3302             |                  |
| --------------------------------------------- | ---------------- | ---------------- | ---------------- | ---------------- | ---------------- | ---------------- | ---------------- | ---------------- | ---------------- | ---------------- | ---------------- | ---------------- | ---------------- |
| Джерело:                                      |                  |                  |                  |                  |                  |                  |                  |                  |                  |                  |                  |                  |                  |